# Saül
Saül ist eine französische Gemeinde mit 297 Einwohnern (Stand 1. Januar 2022) im Übersee-Département Französisch-Guayana im Norden Südamerikas.

## Geografie
Die Gemeinde Saül liegt zentral in Französisch-Guayana und 153 Meter über dem Meeresspiegel. Die Dorfsiedlung befindet sich bei einer kleinen Lichtung mitten im dichten tropischen Regenwald im Hochland Guayanas. Saül liegt sehr abgelegen und ist nur über die Luft erreichbar.
Der höchste Punkt bildet mit 640 Metern der Mont Continent. Der Fluss Mana entspringt im Gemeindegebiet von Saül.

## Verkehr

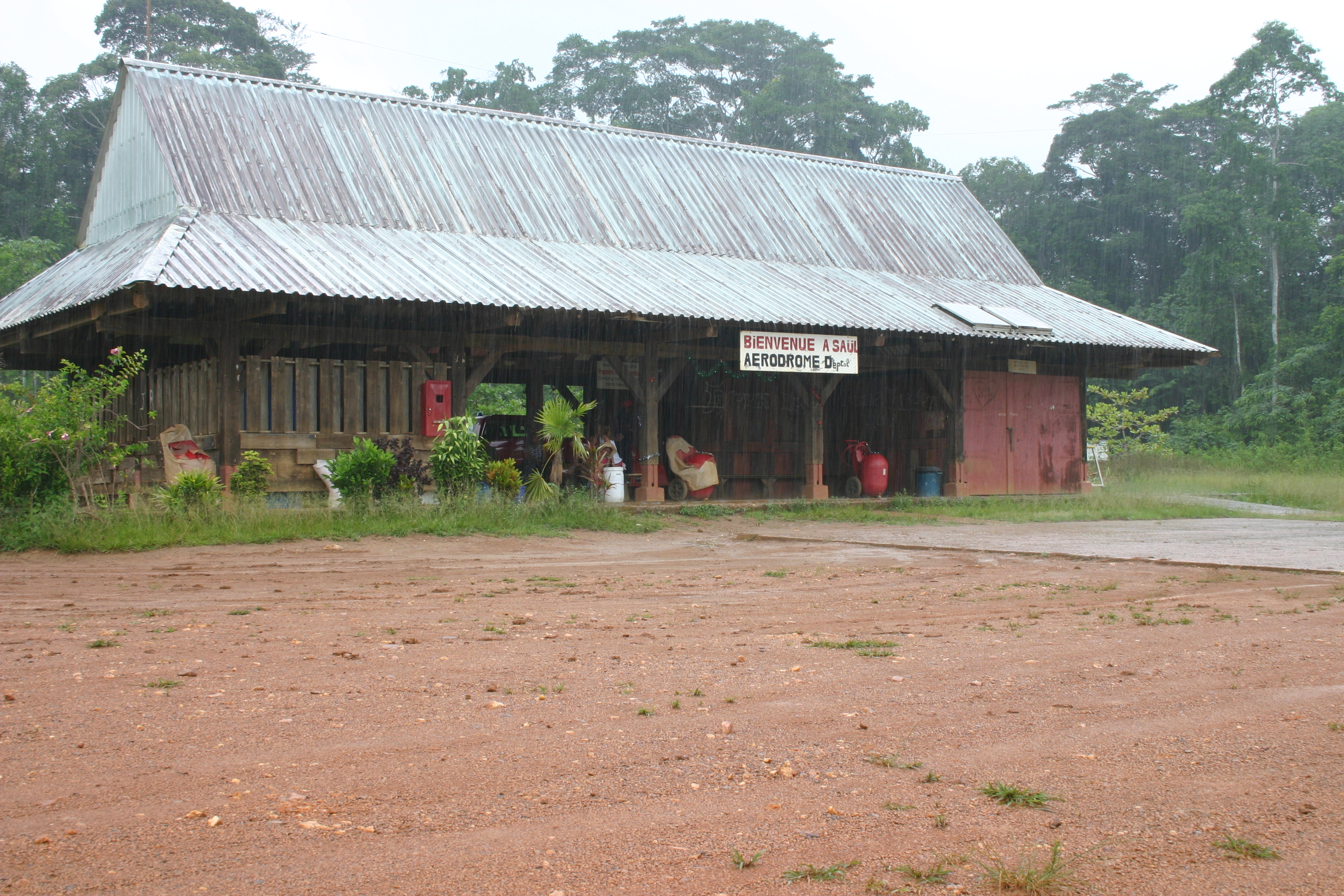
Flugplatz von Saül

Saül ist nicht an das Straßennetz von Französisch-Guayana angeschlossen und somit für Menschen nur über die Luft oder zu Fuß über Bergpfade erreichbar. Der Flugplatz Saül wurde 1953/1954 erbaut und kann vom Flughafen Félix Éboué (ehemals Rochambeau) nahe Cayenne sowie dem Flugplatz Maripasoulas aus angeflogen werden.
Seit einigen Jahren ist ein Projekt in Planung, das vorsieht, das Dorf Saül durch eine Straßenverbindung nach Maripasoula an das Straßennetz Französisch-Guayanas anzugliedern.

## Wirtschaft
Da Saül vom Straßennetz abgeschnitten ist, basiert die Wirtschaft Saüls hauptsächlich auf Öko- und Forschungstourismus. Im Juli 2008 stellte die REXMA-Gruppe einen Antrag für eine bergbauliche Genehmigung zur Erschließung von Goldfunden bei Saül. Im Oktober des gleichen Jahres verschob die französische Regierung die Entscheidung über die Genehmigung aus Umweltgründen. Am 26. Oktober 2012 vergab der französische Industrieminister Arnaud Montebourg jedoch die Genehmigung zum Goldabbau.

### Kritik
Die Bewohner Saüls sowie der Botaniker Scott Mori, Politiker wie Chantal Berthelot und José Gaillou, IUCN und viele Organisationen wie die Fédération Guyane Nature Environnement oder der deutsche Verein Rettet den Regenwald protestieren gegen diese Entscheidung. Sie befürchten die Zerstörung von Teilen des Nationalparks Guyana und eine Verringerung der Wasserqualität durch Bergbauabwässer.